# Clara Petrella
Clara Petrella, née à Milan le 28 mars 1914 où elle meurt le 19 novembre 1987, est une soprano italienne, particulièrement associée au répertoire vériste et aux œuvres contemporaines italiennes. 

## Biographie
Née dans une famille musicale, Clara Petrella est descendante du compositeur Errico Petrella (1813-1877), et la nièce de la soprano Oliva Petrella (créatrice de Siberia). Elle étudie d'abord avec sa sœur Micaela, puis avec Giulia Tess.
Elle débute à Alessandrie en 1939, dans le rôle de Liu dans Turandot. Elle chante rapidement dans toute l'Italie, s'illustrant dans le répertoire vériste (Manon Lescaut, Madame Butterfly, Il tabarro, Zazà, L'Amore dei tre re, I Gioielli della Madonna, etc). Elle chante régulièrement à La Scala de Milan de 1947 à 1962.
Elle participe à de nombreuses créations dans les années 1950, notamment L'Uragano de Lodovico Rocca, Cagliostro et La figlia di Jorio de Ildebrando Pizzetti, Il Vortice de Renzo Rossellini, ainsi que des premières locales, tels Le Consul et Maria Golovine de Gian Carlo Menotti.
En 1956, elle paraît à la télévision italienne dans des productions de Manon Lescaut et Il tabarro.
Remarquable pour sa puissance vocale et ses dons d'actrice, elle fut parfois surnommée «  La Duse des cantatrices ».

## Discographie partielle
- Manon Lescaut - Clara Petrella, Vasco Campagnano, Saturno Meletti, Pier Luigi Latinucci - Coro e orchestra della Rai Torino, Federico del Cupolo (Warner-Fonit)
- Madama Butterfly - Clara Petrella, Ferruccio Tagliavini, Mafalda Masini, Giuseppe Taddei - Coro e orchestra della Rai Torino, Angelo Questa (Warner-Fonit)
- Amore dei tre re - Clara Petrella, Sesto Bruscantini, Renato Capecchi, Amadeo Berdini - Coro e orchestra della Rai Milano, Arturo Basile (Warner-Fonit)
- Il tabarro - Clara Petrella, Antenore Reali, Glauco Scarlini - Coro e orchestra della Rai Torino, Giuseppe Baroni (Warner-Fonit)

## Sources
- Harold Rosenthal, John Warrack, Roland Mancini et Jean-Jacques Rouveroux, Guide de l'opéra, Paris, Fayard, coll. « Les indispensables de la musique », 1995, 968 p. (ISBN 978-2-213-59567-2)